# Lukas Muha

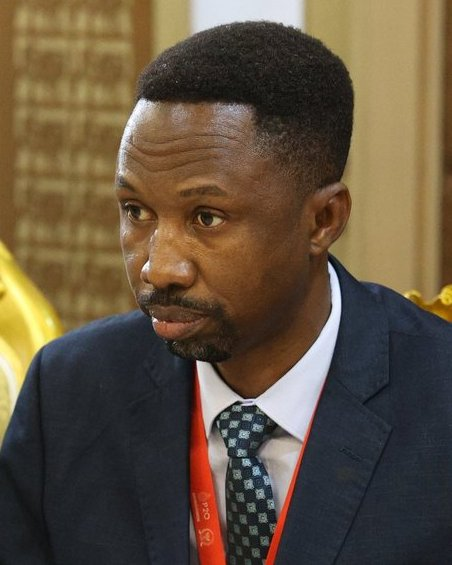
Lukas Sinimbo Muha (2022)

Lukas Sinimbo Muha (* 2. September 1972 in Südwestafrika) ist ein namibischer Politiker der SWAPO und seit dem 15. Dezember 2020 Vorsitzender des Nationalrates, dem namibischen Oberhaus. Er ist Regionalratsvertreter des Wahlkreises Mankumpi der Region Kavango-West und wurde als solches zum Mitglied des Nationalrates gewählt.
Muha ist gelernter Lehrer.